# Antonio Pisanello

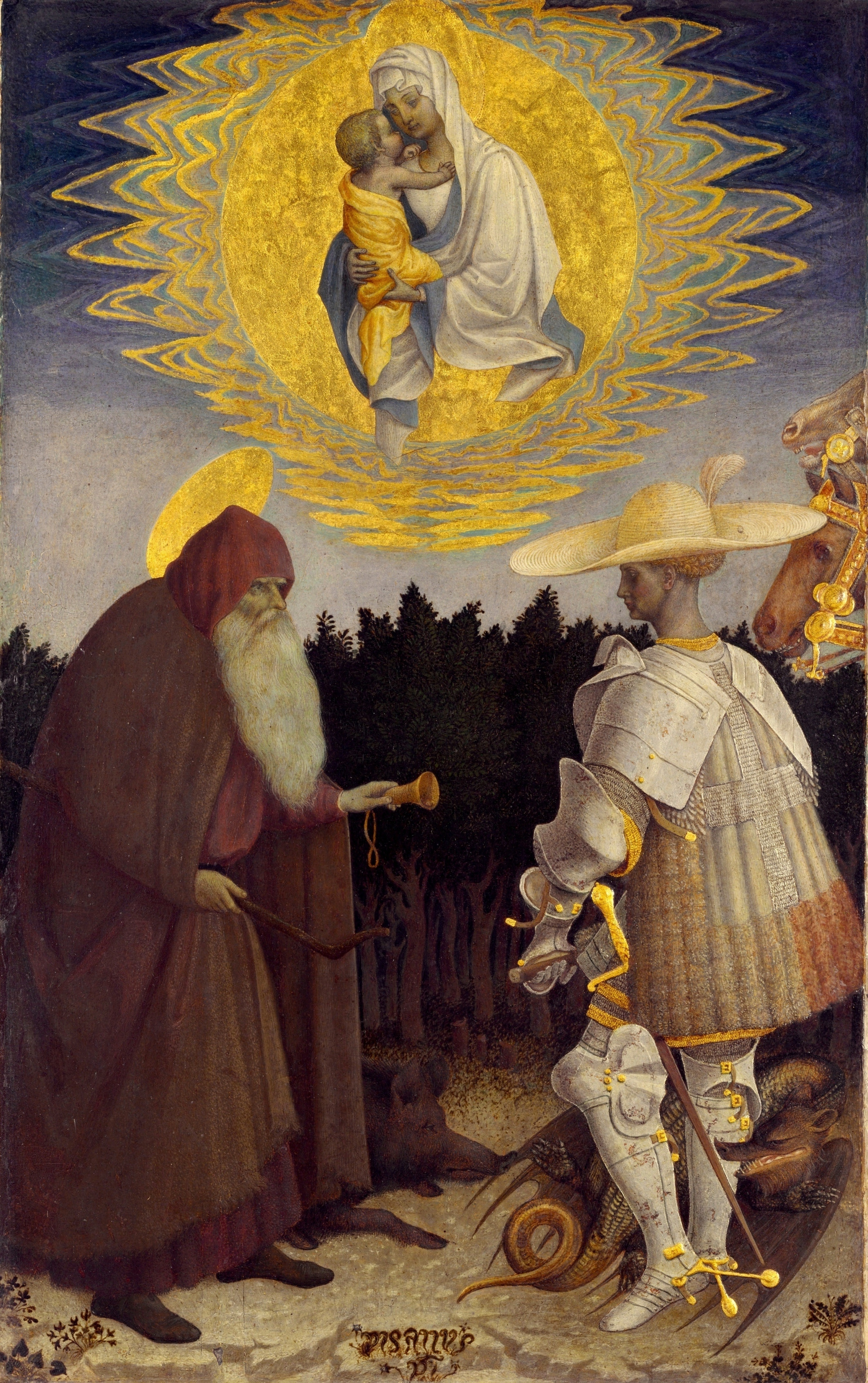
A Virgem e o Menino com São Jorge e Santo Antão

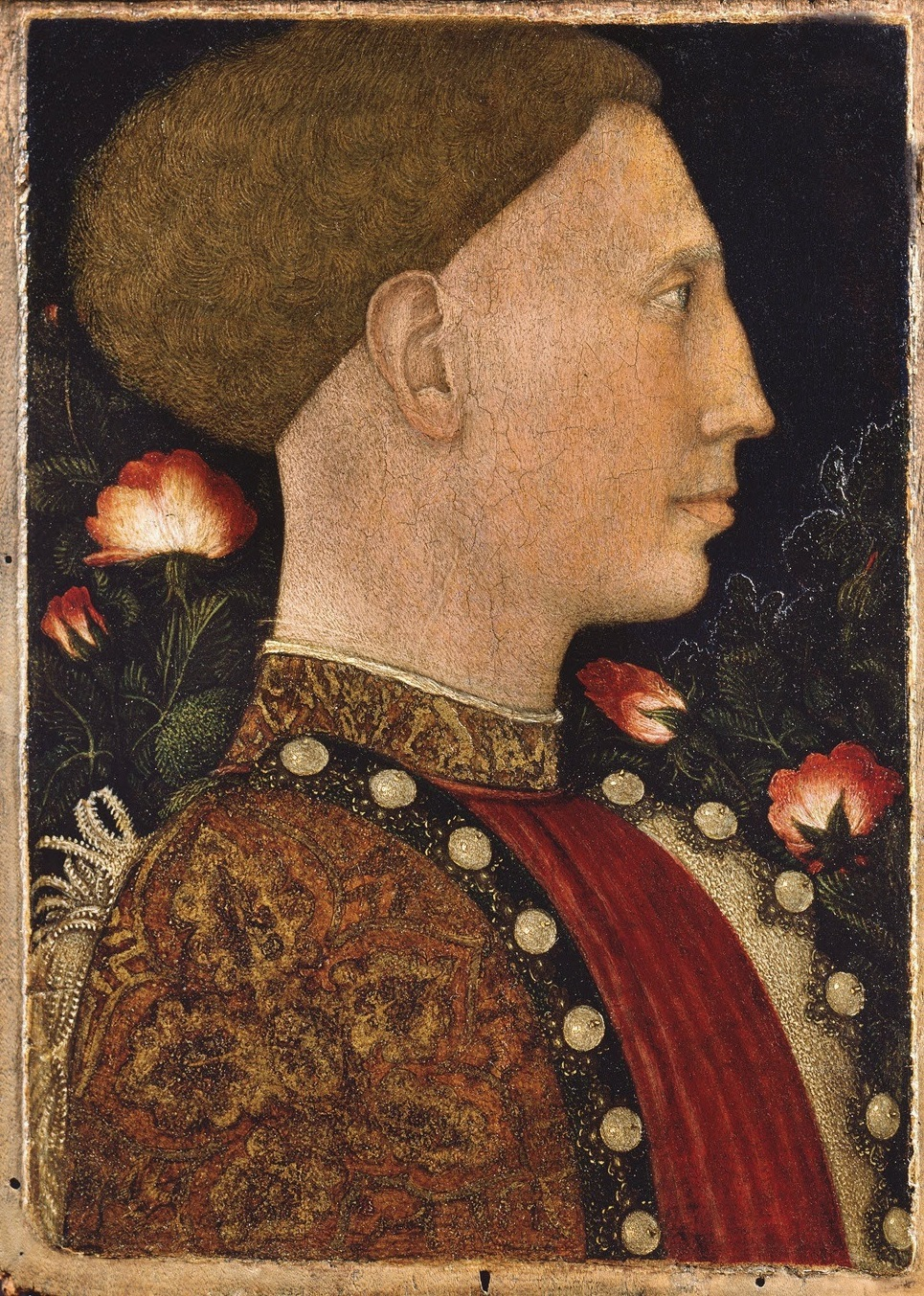
Retrato de Leonello d'Este

Antonio Pisanello (1395 — 1455) foi um dos mais importantes pintores do começo da Renascença Italiana e do Quatrocento. Ele foi comparado a figuras como Cimabue, Fídias e Praxíteles. Ele é conhecido por seus afrescos resplandescentes em grandes murais, retratos elegantes, pequenas pinturas e desenhos brilhantes. Ele é também o mais importante confeccionador de medalhas com retratos comemorativos da primeira metade do século XV. Ele foi empregado pelo Doge de Veneza, o Papa no Vaticano e pelas cortes de Verona, Ferrara, Mântua, Milão, Rimini e pelo Rei de Nápoles. Ele também era reconhecidos pela Família Gonzaga e pela Família Este. Muitas de suas obras foram erroneamente atribuídas a outros artistas, como Piero della Francesca, Albrecht Dürer e Leonardo da Vinci.

## Biografia
Ele era nativo de Pisa, mas passou seus primeiros anos em San Vigilio sul Lago, no território de Verona.
Provavelmente suas primeiras lições foram passadas por um pintor da região (talvez Altichiero ou Stefano da Verona) visto que seu estilo nas primeiras obras seguia a tradição da pintura de Verona. Entre 1415 e 1420, ele foi assistente do renomado pintor e ilustrador Gentile da Fabriano, de quem adquiriu o estilo refinado, delicado e detalhado. Os afrescos no Palácio do Doge, em Veneza, onde trabalharam juntos, foram destruídos bem como os afrescos da Basílica de São João de Latrão e nos palácios de Mântua e Pavia. Quando Gentile da Fabriano morreu em Roma em 1427, seu trabalho na Basílica de São João de Latrão estava inacabado. Pisanello completou os afrescos de seu mestre entre 1431 e 1432.
Giorgio Vasari, artista de biógrafo da Renascença italiana, afirma que Pisanello trabalhou na oficina de Andrea del Castagno, autor do monumento eqüestre a Niccolò da Tolentino (1456) na Catedral de Florença. Ele deve ter também conhecido Paolo Uccello, o pintor da Batalha de San Romano, com seus muitos cavalos.

## Obras
Pisanelo não é só conhecido por seus afrescos em grandes dimensões. Durante sua vida, Pisanello foi bem conhecido por suas medalhas comemorativas. Seus trabalhos como pintor ainda existem em Roma, Veneza, Verona, Pistoia e Londres. Outros desenhos podem ser encontrados na Biblioteca Ambrosiana, em Milão, na Itália e no Louvre, em Paris.